# George Alvarez
George Enrique Alvarez (Sancti Spíritus, 25 januari 1960) is een Amerikaanse acteur van Cubaanse komaf.
Alvarez is in 1991 in de televisieserie Beverly Hills, 90210 met acteren begonnen. Hierna heeft hij nog meerdere rollen gespeeld in televisieseries en televisiefilms, zoals General Hospital (1992-1999), The Bold and the Beautiful (1996-1997) en Guiding Light (1999-2009).
Alvarez werd één keer, in 1999, genomineerd voor de ALMA Award in de categorie Beste Acteur in een Dagelijkse Soap Serie met de televisieserie Port Charles.

## Filmografie[2]

### Films
Uitgezonderd korte films.
- 1999 A Bold Affair – als Sly
- 1996 Innocent Victims – als Archer
- 1995 The West Side Waltz – als constructie werker
- 1995 Cagney & Lacey: Together Again – als Miguel
- 1995 OP Center – als Rodriguez
- 1995 Heavy – als Ordely
- 1992 Class Act – als Tommy

### Televisieseries
Uitgezonderd eenmalige gastrollen.
- 1999 – 2009 Guiding Light – als Ray Santos – 35 afl.
- 2005 Miracle's Boys – als Discipio – 6 afl.
- 1992 – 1999 General Hospital – als Alex Garcia – ? afl.
- 1996 – 1997 The Bold and the Beautiful – als Enrique Alvarez – 16 afl.
- 1996 – 1997 Port Charles – als Detective Alexander Garcia – ? afl.